# على طول الأيام (مسلسل)
على طول الأيام مسلسل تلفزيوني سوري من 30 حلقة، كتبه الروائي فادي قوشقجي وأخرجه حاتم علي. عُرض على المحطات الفضائية العربية خلال شهر رمضان 2006 وصور في نفس العام أيضا.

## القصة
تدور أحداث المسلسل حول علاقات اجتماعية تبنى عن طريق الحب والمودة. يلقي الضوء على العلاقات الانسانية الحميمة بين أبطاله المنخرطين بإرادتهم، أو رغماً عنهم في كفاحٍ ما، يصوّر المسلسل قصة حب كبير تصطدم بعالم المال والثروة..

## الممثلون
- تيم حسن بدور نبيل
- سلاف فواخرجي بدور لمى
- أيمن زيدان بدور سهيل
- مكسيم خليل بدور ناجي
- نادين سلامة بدور ناديا
- نسرين طافش بدور هيفاء
- حسن عويتي بدور أبو نبيل
- عزة البحرة بدور أم نبيل
- خالد تاجا بدور عدنان بك
- جلال شموط بدور سامر
- عبد المنعم عمايري بدور اياد
- تولين البكري بدور نادين
- وائل رمضان بدور مروان
- سوسن أرشيد بدور زينة
- سمر سامي بدور صفية
- امن العرند بدور أيمن
- ميرنا زينون بدور هبة
- يحيى بيازي بدور شادي

## فريق الإنتاج
- تأليف : فادي قوشقجي
- مدير التصوير والإضاءة : جورج لطفي الخوري
- التصوير : سامر الزيات
- مشرف صوت : محمد علي
- مونتاج : خالد وليد حلمي
- تأليف موسيقي : طارق الناصر
- مكياج : رويدا أبو علي
- كوافير : جوزيف ثابت
- مدير الإنتاج : فهر الرحبي
- إنتاج : سورية الدولية للإنتاج الفني - سوريا
- مساعد مخرج : تامر اسحاق - مخلص الصالح
- سكريبت : منار الحفار
- مخرج منفذ : حسام إبراهيم
- إخراج : حاتم علي
- سنة الإنتاج : 2006